# Berbis (kolonija)
Berbis (nizozemsko in angleško: Berbice) je regija ob reki Berbis v Gvajani, ki je bila med letoma 1627 in 1792 kolonija Nizozemske zahodnoindijske družbe in med letoma 1792 in 1815 kolonija nizozemske države. Potem ko je bilo zadnje leto predano Združenemu kraljestvu Velike Britanije in Irske, je bilo leta 1831 združeno z Demeraro-Esekvibo v kolonijo Britanska Gvajana. Od leta 1838 do 1958 je Derbis postal okraj Britanske Gvajane. Leta 1966 se je Britanska Gvajana osamosvojila kot Gvajana, leta 1970 pa je postala republika kot Kooperativna republika Gvajana.
Potem ko je bil dedni fevd v posesti družine Van Peere, je kolonijo v drugi polovici kolonialnega obdobja upravljalo družba Berbis, podobno kot sosednjo kolonijo Surinam, ki jo je upravljala družba Surinam. Glavno mesto Berbis je bilo do leta 1790 v Fort Nassau. Tega leta je mesto New Amsterdam, ki je zraslo okoli Utrdbe Svetega Andreja, postalo novo glavno mesto kolonije.

## Zgodovina
Berbis je leta 1627 naselil poslovnež Abraham van Peere iz Vlissingena pod nadzorstvom Nizozemske zahodnoindijske družbe. Do leta 1714 je kolonija ostala v lasti Van Peereja in njegovih potomcev. O zgodnjih letih kolonije je malo znanega, razen tega, da ji je uspelo odbiti angleški napad leta 1665 v drugi anglo-nizozemski vojni.  Kolonija je bila družinska zadeva, ki je imela v lasti vse nasade na reki Berbis, čeprav so dovolili nekaj sadilcem sladkorja, da se naselijo na reki Canje. 
Nastal je spor med Drugo Nizozemsko zahodnoindijsko družbo, ki je bila ustanovljena kot naslednica Prve nizozemske zahodnoindijske družbe, ki je bankrotirala leta 1674, in družino Van Peere, ker je družina želela kolonijo kot nesmrtno posojilo, kot je bilo dogovorjeno s prvo družbo .  To je bilo rešeno, ko je bila 14. septembra 1678 podpisana listina, ki je Berbis določila kot dedni fevd Nizozemske zahodnoindijske družbe v lasti družine Van Peere. 
Novembra 1712 so Berbis za kratek čas zasedli Francozi pod vodstvom Jacquesa Cassarda kot del vojne za špansko nasledstvo. Družina Van Peere ni želela plačati odkupnine Francozom za osvoboditev kolonije, in da ne bi dovolili, da bi kolonija prešla Francozom, brata Nicolaas in Hendrik van Hoorn, Arnold Dix, Pieter Schuurmans in Cornelis van Peere, je 24. oktobra 1714 plačal odkupnino 180.000 £ v gotovini in 120.000 £ v sladkorju ter ljudi zasužnjil in s tem pridobili kolonijo.

### Družba Berbis
Leta 1720 je pet lastnikov  kolonije ustanovilo družbo Berbis, podobno družbi Surinam, ki je upravljala sosednjo kolonijo, da bi zbrali več kapitala za kolonijo. Društvo je bilo javno podjetje, ki je kotiralo na amsterdamski borzi. V naslednjih letih se je gospodarski položaj Berbis izboljšal, sestavljen iz 12 nasadov v lasti družbe, 93 zasebnih nasadov ob reki Berbice in 20 nasadov ob reki Canje.
Leta 1733 je bilo okoli Fort Nassau zgrajenih 25 do 30 hiš za nastanitev obrtnikov. Naslednje leto so zgradili še gostilno. Vas so poimenovali Novi Amsterdam (nizozemsko : Nieuw Amsterdam). Leta 1735 so za poučevanje belih otrok najeli šolskega mojstra. Zdravniki so bili nameščeni v New Amsterdamu in Fort Nassau, šest lokalnih zdravnikov pa je bilo dodeljenih plantažam. Epidemije so ostale pogost problem v koloniji, kar je povzročilo veliko smrti.
Vera v koloniji je bil kalvinizem. Leta 1735 je bil minister postavljen v Fort Nassau, vendar je bil po osebnem sporu z guvernerjem premeščen v Wiruni Creek. Katoličani in Judje niso smeli postati plantažerji ali imeti vladne funkcije.  Leta 1738 je plantažar povabil dva misijonarja Moravske cerkve, da bi učila ljudi, ki jih je zasužnjil. Obravnavani so bili sumljičavo, prejeli so več uradnih opozoril. Leta 1757 so misijonarji odšli in se pridružili kongregaciji v vasi Pilgerhut, ustanovljeni leta 1740 zunaj območja plantaže, kjer so živeli s 300 Aravaki.
Kolonija je imela mirovne in trgovinske pogodbe z lokalnimi Indijanci. Kolonija ni smela posredovati v vojnah med plemeni in nobenega Indijanca ni bilo dovoljeno odpeljati v suženjstvo, razen če so ga Kalina ali Aravaki prodali in ujeli v notranjosti države.
Berbis naj bi v Fort Nassau varovalo 60 vojakov, na drugih lokacijah pa še od 20 do 30 vojakov. Tudi če niso bili napadeni, so vojne pogosto povzročale težave z oskrbo. V 1670-ih kolonija ni bila oskrbovana 17 mesecev  in nevtralnost kot med sedemletno vojno ni mogla preprečiti pomanjkanja oskrbe.

### Vstaja sužnjev
Za relativno zdrav gospodarski položaj kolonije je bil hud udarec, ko je februarja 1763 izbruhnila vstaja sužnjev pod vodstvom Coffyja. Zasužnjeno ljudstvo je zavzelo jug kolonije, medtem ko so se belci, ki so bili v resni številčni manjšini, poskušali obdržati na severu. Vstaja je trajala vse do leta 1764, ko se je Coffy imenoval za guvernerja Berbisa. Šele z uporabo surove sile in vojaške pomoči sosednjih kolonij in Nizozemske je guvernerju Wolfertu Simonu van Hoogenheimu uspelo dokončno zatreti vstajo in obnoviti kolonijo pod nizozemsko oblastjo. 
Vstaja je privedla do strmega upada prebivalstva,  opustitve in uničenja številnih nasadov ter resnih finančnih težav za družbo. Utrdbo Nassau so zažgali, da bi preprečili, da bi padla v sovražnikove roke.  Leta 1785 je bila vas opuščena v korist Utrdbe Svetega Andreja, ki leži nižje, ob sotočju reke Canje. Nova vas se je ponovno imenovala New Amsterdam in je še vedno znana pod tem imenom v sodobni Gvajani.

### Zavzetje s strani Britanije in kasnejša združitev z Britansko Gvajano
27. februarja 1781 so britanske sile okupirale Berbis in sosednji Demeraro in Esekvibo kot del četrte anglo-nizozemske vojne, ker je bilo 34 od 93 nasadov v Berbisu v britanski lasti. Januarja 1782 so kolonije ponovno zavzeli Francozi, ki so bili v zavezništvu z Nizozemci in ki so pozneje s Pariško pogodbo iz leta 1783 obnovili kolonije pod nizozemsko oblastjo.
Kolonijo je 22. aprila 1796 znova zavzela Britanija, vendar tokrat brez boja. S kolonijo je bil sklenjen dogovor: vsi zakoni in običaji so lahko ostali, državljani pa so bili enaki britanskim državljanom. Vsak vladni uradnik, ki je prisegel zvestobo britanski kroni, je lahko ostal na funkciji. Abraham van Batenburg se je odločil ostati guverner. Številni lastniki plantaž z Barbadosa so se naselili v koloniji in podvojili populacijo sužnjev. Britanci so zdaj ostali v posesti kolonije do 27. marca 1802, ko je bil Berbis vrnjen Batavski republiki pod pogoji Amienskega mira. Leta 1803 je prišlo do upora vojakov, ki so se pritoževali nad obroki. Zasedli so Utrdbo Svetega Andreja in dvignili Union Jacka s kosom mesa na vrhu. Preostali vojaki, ki so jim pomagali Surinamci in Indijanci, so zadušili upor in usmrtili pet vojakov.
Septembra 1803 so Britanci ponovno zasedli ozemlje, tokrat za vedno, in še enkrat brez boja. Abraham van Batenburg, ki je bil leta 1803 izgnan v Evropo, se je vrnil za svoj drugi guvernerski mandat. V anglo-nizozemski pogodbi iz leta 1814 je bila kolonija uradno prepuščena Združenemu kraljestvu, z ratifikacijo te pogodbe s strani Nizozemske 20. novembra 1815 pa so bile preklicane vse nizozemske pravne zahteve do kolonije. Plantaže in zasužnjenci družbe Berbis so ostali v njihovi lasti, vendar so že leta 1795 sprejeli odločitev o prodaji svojega premoženja, leta 1821 pa so zaprli svoje pisarne.
Leta 1812 sta bili koloniji Demerara in Esekvibo združeni v kolonijo Demerara-Esekvibo. Kot del reform na novo pridobljenih kolonij na južnoameriški celini so Britanci 21. julija 1831 združili Berbis z Demerara-Esekvibo in tako oblikovali novo kronsko kolonijo Britanska Gvajana, zdaj Gvajana.
Leta 1838 je Berbis postal eden od treh okrajev Gvajane, druga dve sta bila Demerara in Esekvibo. Leta 1958 je bil okraj ukinjen, ko je bila Gvajana razdeljena na okrožja. 

### Zapuščina
Zgodovinski Berbis je bil razdeljen leta 1958, da so nastale nove gvajanske upravne regije, ime pa je ohranjeno v regijah East Berbice-Corentyne, Mahaica-Berbice in Zgornja Demerara-Berbice.
Berbis kreolska nizozemščina, nizozemski kreolski jezik, ki temelji na leksikonu in slovnici zahodnoafriškega jezika Ijo, so govorili do globoko v 20. stoletje. Leta 2005 je umrl zadnji znani govorec. Jezik je bil leta 2010 razglašen za izumrlega.

## Administracija

### Nizozemsko obdobje

#### Poveljnik Berbisa
- Matthijs Bergenaar (1666–1671)
- Cornelis Marinus (1671–1683)
- Gideon Bourse (1683–1684)
- Lucas Coudrie (1684–1687)
- Matthijs de Feer (1687–1712)
- Steven de Waterman (1712–1714)
- Anthony Tierens (1714–1733)

#### Guvernerji Berbisa
- Bernhardt Waterman (1733–1740) [41]
- Jan Andries Lossner (1740–1749) [41]
- Jan Frederik Colier (1749–1755) [41]
- Hendrik Jan van Rijswijck (1755–1759) [41]
- Wolfert Simon van Hoogenheim (1760–1764) [41]
- Johan Heijlinger (1765–1767) [41]
- Stephen Hendrik de la Sabloniere (1768–1773)
- Johan Christoffel de Winter (1773–1774)
- Isaac Kaecks (1774–1777)
- Peter Hendrik Koppiers (prvi mandat) (1778–27. februar 1781)
- Robert Kingston (27. februar 1781 – 1782)
- Louis Antoine Dazemard de Lusignan (1782)
- Armand Guy Simon de Coëtnempren, grof Kersaint (1782)
- Georges Manganon de la Perrière (1783–1784)
- Peter Hendrik Koppiers (drugi mandat) (1784–1789)
- Abraham Jacob van Imbijze van Batenburg (prvi mandat, vršilec dolžnosti do 1794) (1789–1796)
- JCW Herlin in G. Kobus (v vlogi) (27. marec 1802–september 1803)

### Britanska doba

#### Nadomestni guverner Berbisa
- Abraham Jacob van Imbijze van Batenburg (1796–1802) [30]
- Robert Nicholson (1803–1804) [42]
- Abraham Jacob van Imbijze van Batenburg (drugi mandat) (junij 1804 – 1806) [42]
- James Montgomery (1807–1809)
- William Woodly (1809–1810)
- Samuel Dalrymple (1810)
- Robert Gordon (1. čas) (1810–1812)
- John Murry (1812–1813)
- Robert Gordon (2. čas) (1813)
- Grant (v.d.) (1813–1814)
- Henry William Bentinck (1814–1820)
- Major Alexander Thistlethwayte (v vlogi) (1820)
- J. Cameron (igralec) (1820-1821)
- Henry Beard (1821–21. julij 1831)

## Pomembni ljudje
- Cheddi Jagan (1918-1997), oče naroda in nekdanji predsednik Gvajane